# Alban D'Amours
Pour les articles homonymes, voir D'Amours.
 (juillet 2025).
Si vous disposez d'ouvrages ou d'articles de référence ou si vous connaissez des sites web de qualité traitant du thème abordé ici, merci de compléter l'article en donnant les références utiles à sa vérifiabilité et en les liant à la section « Notes et références ».
Alban D'Amours (9 juillet 1940 -) est un homme d'affaires québécois. De 2000 à 2008, il est le président du Mouvement Desjardins.

## Biographie
Natif de Sainte-Françoise, il étudie les sciences sociales et l'économie à l'Université Laval, où il complète son baccalauréat et sa maîtrise. Il obtient un doctorat à l'Université du Minnesota en 1969.
Professeur à l'Université de Sherbrooke, il devient haut fonctionnaire dans le gouvernement québécois pendant les années 1980, agissant à titre de sous-ministre du revenu et de l'énergie.
Cadre avec le mouvement Desjardins depuis 1988, il en devient le président en 2000 et il est réélu en 2004. En 2008, Monique F. Leroux lui succède.

## Distinctions
- 1999 - Médaille Gloire de l'Escolle
- 2008 -  Grand officier de l'Ordre national du Québec[1]
- 2012 -  Membre de l'Ordre du Canada[2]